# Royalston
Royalston är en kommun (town) i Worcester County i Massachusetts. Vid 2010 års folkräkning hade Royalston 1 258 invånare.

## Kända personer från Royalston
- Alexander Bullock, politiker
- Asahel Peck, politiker